# Mamurras
Mamurras est une commune de l'ouest de l'Albanie, intégrée depuis 2015 à la municipalité de Kurbin. Au recensement de 2011 elle comptait 15 284 habitants.
Mamurras se trouve à 5 km de Laç et à 8 km de la mer Méditerranée.